# Elecciones presidenciales de Austria de 1974
Las elecciones presidenciales se celebraron en Austria el 23 de junio de 1974, después del fallecimiento del presidente en ejercicio Franz Jonas el 24 de abril. El Partido Socialista nominó al Ministro de Relaciones Exteriores Rudolf Kirchschläger, que ganó las elecciones con el 51.7% de los votos. Su único rival fue el alcalde de Innsbruck, Alois Lugger, del Partido Popular de Austria.

## Resultados
| Candidato                          | Partido                            | Votos     | %     |
| ---------------------------------- | ---------------------------------- | --------- | ----- |
| Rudolf Kirchschläger               | Partido Socialista de Austria      | 2,392,367 | 51.66 |
| Alois Lugger                       | Partido Popular Austríaco          | 2,238,470 | 48.34 |
| Votos nulos/en blanco              | Votos nulos/en blanco              | 102,179   | –     |
| Total                              | Total                              | 4,733,016 | 100   |
| Votantes registrados/participación | Votantes registrados/participación | 5,031,772 | 94.1  |
| Fuente: Nohlen & Stöver            |                                    |           |       |